# 志文虫属
志文虫属（学名：Zhiwenia）为节肢动物门的一个属。

## 下属物种
本属包括以下物种：
- 王冠志文虫 Zhiwenia coronata Du, Ortega-Hernández, Yang & Zhang, 2019，发现于小石坝生物群(寒武纪第二阶第三期) [1]